# Кукушкин, Дмитрий Викторович
Дмитрий Викторович Кукушкин (15 февраля 1966, Ленинград — 19 февраля 2018) — советский и российский хоккеист, защитник. Мастер спорта СССР.
Воспитанник ленинградского хоккея. Бо́льшую часть карьеры провёл в СКА (1983/84 — 1991/92, 1993/94 — 1994/95, 1998/99). Также играл за фарм-клуб (1984/85, 1991/92, 1994/95), за клубы «Северсталь» Череповец (1995—1997), «Кристалл» Саратов (1997), «Нефтяник» Альметьевск (1998), «Спартак» СПб (2000—2002).
Бронзовый призёр чемпионата СССР 1986/87.
Второй призёр турнира на приз «Известий» (1993) в составе второй (олимпийской) сборной СССР.
Окончил школу тренеров при ВИФК.
Скончался 19 февраля 2018 года на 53-м году жизни.